# Pseudicius reiskindi
Pseudicius reiskindi är en spindelart som beskrevs av Prószynski 1992. Pseudicius reiskindi ingår i släktet Pseudicius och familjen hoppspindlar. Inga underarter finns listade i Catalogue of Life.